# یاسودا زنجیرو
یاسودا زنجیرو
(به ژاپنی: 安田 善次郎 Yasuda Zenjirō)؛ ۲۵ نوامبر ۱۸۳۸ – ۲۸ سپتامبر ۱۹۲۱) از خاندان یاسودا کارآفرینی اهل ژاپن بود.